# Mauricio Acosta
Mauricio Acosta (Bogotá, Colombia, 22 de febrero de 1990) es un exfutbolista colombiano. Jugaba como portero y su último equipo fue Llaneros de Colombia.

## Trayectoria
Acosta salió de las divisiones inferiores de Santa Fe, y debutó por Copa Colombia en el 2007. En el 2008 Independiente Santa Fe compró a Agustín Julio y Acosta fue prestado al Juventud Soacha de la segunda división para que él pudiera conseguir minutos de juego. En el 2009, vuelve a Santa Fe, y hace parte de la nómina campeona de Copa Colombia. En Santa Fe, estuvo hasta finales del 2012, y también consiguió ganar el Torneo Apertura del 2012, acabando la sequía de casi 37 años sin títulos para Independiente Santa Fe. 
Con la Selección Colombia Sub-17 hizo parte de la nómina que jugó en la Copa Mundial de Fútbol Sub-20 de 2007.

## Clubes
| Santa Fe        | Colombia | 2007      |
| Juventud Soacha | Colombia | 2008      |
| Santa Fe        | Colombia | 2009-2012 |
| Llaneros        | Colombia | 2013      |

## Palmarés

### Campeonatos nacionales
| Título          | Club     | País     | Año  |
| --------------- | -------- | -------- | ---- |
| Copa Colombia   | Santa Fe | Colombia | 2009 |
| Torneo Apertura | Santa Fe | Colombia | 2012 |